# Поливянское сельское поселение
Поливянское сельское поселение — муниципальное образование в Песчанокопском районе Ростовской области. 
Административный центр поселения — село Поливянка.

## Состав сельского поселения
| № | Населённый пункт | Тип населённого пункта       | Население |
| - | ---------------- | ---------------------------- | --------- |
| 1 | Николаевка       | хутор                        | ↘884      |
| 2 | Поливянка        | село, административный центр | ↘1357     |

## Население
| 2010  | 2012  | 2013  | 2014  | 2015  | 2016  | 2017  |
| ----- | ----- | ----- | ----- | ----- | ----- | ----- |
| 2241  | ↘2160 | ↘2127 | ↘2062 | ↘2028 | ↘1969 | ↘1912 |
| 2018  | 2019  | 2020  | 2021  |       |       |       |
| ↘1878 | ↘1814 | ↘1783 | ↘1759 |       |       |       |

### Известные уроженцы
Дудка Михаил Андреевич — полный кавалер Ордена Славы, командир минометного расчета 120-го гвардейского стрелкового полка 39-й гв. сд. Родился в 1922 году в с. Поливянка.